# Strażnicy miasta
Strażnicy miasta (ang. Sons of Thunder, 1999) – amerykański serial obyczajowy stworzony przez Aarona i Chucka Norrisów. Jest to spin-off serialu Strażnik Teksasu.
Światowa premiera serialu miała miejsce 9 marca 1999 roku na kanale CBS. Ostatni odcinek został wyemitowany 17 kwietnia 1999 roku. W Polsce serial nadawany był dawniej w telewizji Polsat.

## Obsada
- James Wlcek jako Trent Malloy
- Marco Sanchez jako Carlos Sandoval
- Dawn Maxey jako Kim Sutter
- Alan Autry jako Butch McMann
- Shane Meier jako Tommy Malloy

## Spis odcinków
| N/o            | Tytuł angielski      |
| -------------- | -------------------- |
|                |                      |
| SERIA PIERWSZA |                      |
|                |                      |
| 01             | Moment of Truth      |
|                |                      |
| 02             | Fighting Back        |
|                |                      |
| 03             | Daddy's Girl         |
|                |                      |
| 04             | Lost and Found       |
|                |                      |
| 05             | Underground          |
|                |                      |
| 06             | Thunder by Your Side |
|                |                      |